# Dionisio Foianini
Dionisio Foianini Banzer (Santa Cruz de la Sierra, 28 de febrero de 1903-23 de noviembre de 2001) fue un político y empresario boliviano. Fue uno  de los fundadores de YPFB (Yacimientos Petrolíferos Fiscales Bolivianos) en 1937.
Hijo de padre italiano, Dionisio Foianini Ioli, y de madre boliviana, Carmen Banzer Aliaga, creció en los valles bolivianos no lejos de la mayoría de los campos de la Standard Oil. Después de estudiar farmacia en Italia, donde llegó a admirar el fascismo de Benito Mussolini, Foianini regresó a Bolivia antes de la guerra del Chaco. Cuando la guerra estalló fue puesto a cargo de la fabricación de municiones. Durante la guerra, fue en una misión secreta a Argentina y organizó el espionaje boliviano detrás de líneas paraguayas. Cuando la guerra acabó, Foianini organizó la nacionalización de los campos de Standard Oil y estableció la Junta Petrolera Estatal. Después de que Germán Busch organizara un golpe de Estado en 1937, Foianini fue nombrado ministro de Minas y Petróleo en el Gabinete de Busch.
El área llamada Triángulo de Dionisio Foianini, en la frontera de Bolivia con Paraguay y Brasil, se nombró así en su honor. Puerto Busch, el cual fue nombrado por Germán Busch, está localizado en dicho triángulo.